# Veguitas
Veguitas es un barrio ubicado en el municipio de Jayuya en el estado libre asociado de Puerto Rico. En el Censo de 2010 tenía una población de 3685 habitantes y una densidad poblacional de 214,57 personas por km².

## Geografía
Veguitas se encuentra ubicado en las coordenadas 18°11′45″N 66°35′14″O / 18.19583, -66.58722. Según la Oficina del Censo de los Estados Unidos, Veguitas tiene una superficie total de 17.17 km², que corresponden a tierra firme.

## Demografía
Según el censo de 2010, había 3685 personas residiendo en Veguitas. La densidad de población era de 214,57 hab./km². De los 3685 habitantes, Veguitas estaba compuesto por el 89.34% blancos, el 4.21% eran afroamericanos, el 0.3% eran amerindios, el 0.19% eran asiáticos, el 3.72% eran de otras razas y el 2.25% pertenecían a dos o más razas. Del total de la población el 99.62% eran hispanos o latinos de cualquier raza.